# Serpenna
Der Serpenna ist ein 13 km langer Nebenfluss des Merse in der Provinz Siena in der Toskana in Italien. 

## Verlauf
Der Serpenna entspringt in der Montagnola Senese bei Poderuccio westlich von Sovicille, durchfließt den östlichen Teil des Pian de Rosia östlich von Rosia, wobei er bei San Rocco a Pilli die Stadt Siena berührt, und mündet bei der Mühle Molino del Palazzaccio östlich von Orgia in den Merse. Im Oberlauf führt der Serpenna nicht regelmäßig Wasser und wird deshalb als Fosso Serpenna bezeichnet.
Der Serpenna dient im unteren Teil zur Stabilisierung des Wasserniveaus. Er wurde unter dem Großherzog Pietro Leopoldo in der zweiten Hälfte des 18. Jahrhunderts mittels kleinerer Sperrwerke reguliert.

## Bilder

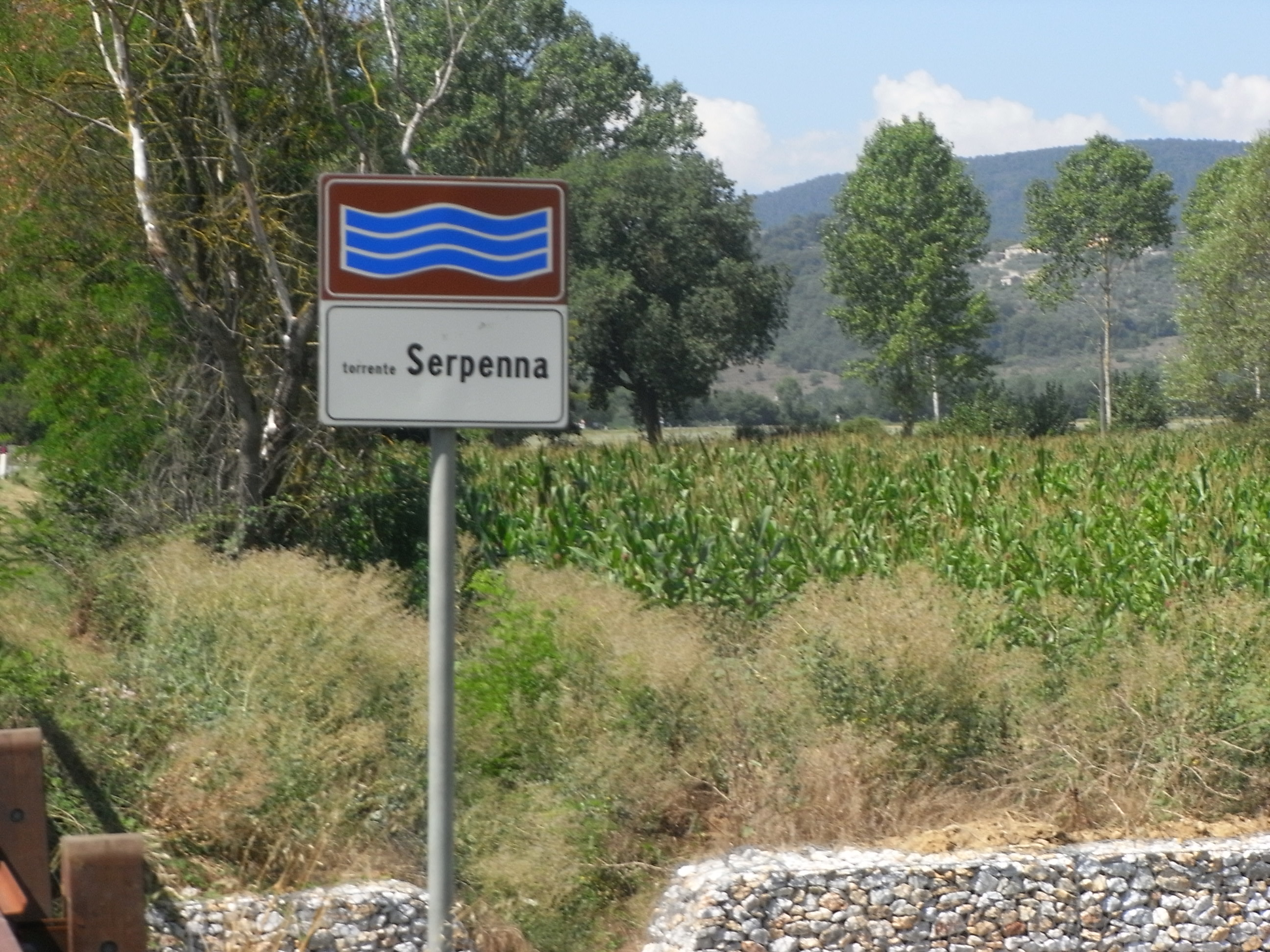
Hinweistafel der Straßenverwaltung an der Straße zwischen Rosia und der E 78/SS 223
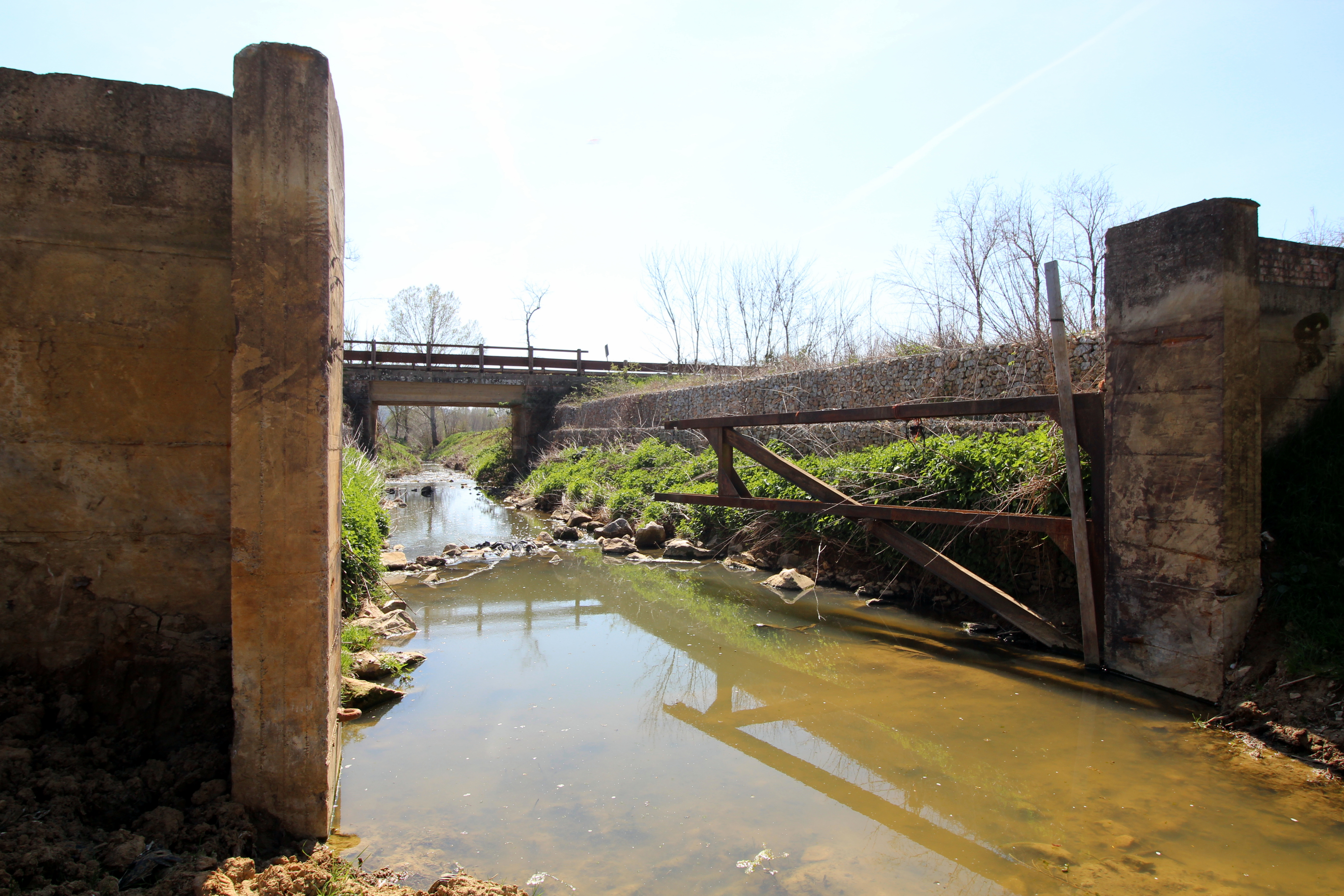
Das Regulierungswerk heute (2017, Innenseite)